# 松高
松高（まつたか）は、熊本県八代市にある地域である。八代城の北西方向にあたる。かつては八代郡松高村であった。

## 概要
地区の大半が江戸時代の新田干拓により生まれた土地である。1655（明暦元）年に築造された松崎新地をはじめ、高子原（こうごばら）新地、高島新地、築延（ちくのべ）新地などがある。またかつては孤島だった高島も干拓により陸続きとなった。
また、海中にあった大島は、江戸後期より開発され、石灰が焼かれた。
元々は高田（こうだ）手永に属していたが、明治維新後に松崎村・上高子原村・下高子原村の3村が合併して松高村となった。
その後、1940（昭和15）年4月1日、八代郡内の八代町他8町村が合併し、八代市となった。
昭和38年には、大島も八代港干拓事業により、陸続きとなった。

## 主な施設
- 八代市立松高小学校
- 八代市立松高幼稚園
- 熊本県立八代高等学校
- 八代松高郵便局